# وليام كالكرافت
وليام كالكرافت (بالإنجليزية: William Calcraft)‏ (أكتوبر 1800 – ديسمبر 1879) هو رجل كان ينادى في الأوساط الإنجليزية بالجلاد، فقد كان واحد من أغزر الجلادين البريطانيين. حيث قدر له أزيد من 45 عاما من الخبرة التي قام بها بحوالي 450 إعداما. وقد كان أيضا يعمل كتاجر في صناعة الأحذية، وكالكرافت تم تجنيده في البداية بمهمة جلد أحدث المجرمين الذين يدخلون إلى سجن نيوجيت. وفي حين آخر فقد كانت تباع فطائر اللحم في جميع أنحاء دروب وأروقة السجن، وكالكرافت عمل في مدينة لندن أيضاً بالجلاد الشهير، جون فوكسون.
بعد وفات جون فوكسون في عام 1829، عينت الحكومة البريطانية كالكرافت جلاداً رسمياً لمدينة لندن وميدلسكس. وبعد الطلب الكبير لخدمات هذا الجَّلاد؛ فقد كان كالكرافت غير كفئ بنظر الكثير، خاصة أنَّ أسلوبه في الجلد كان يعتمد على الشنق معلقا السجين من رقبته، وهذا الذي يؤدي إلى الموت البطيء.

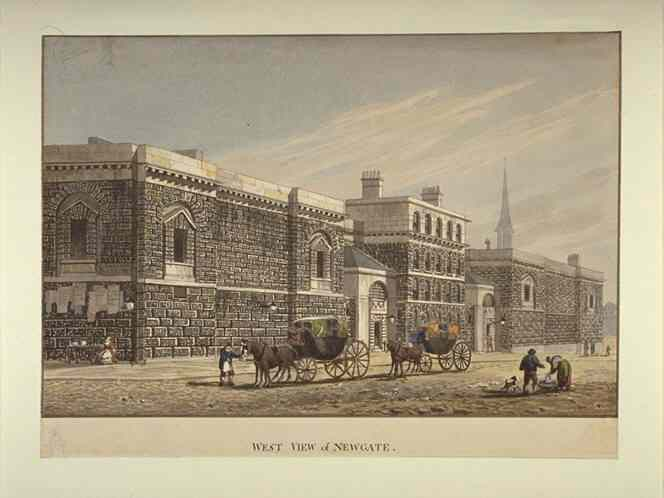
سجين نيوجيت في منتصف القرن 19. بين 1783 و1868، حيث جميع عمليات الإعدام العلنية في لندن وقعت في المشنقة التي أقيمت أمام السجن.